# Ruellia riedeliana
Ruellia riedeliana är en akantusväxtart som beskrevs av Profice. Ruellia riedeliana ingår i släktet Ruellia och familjen akantusväxter. Inga underarter finns listade i Catalogue of Life.